# Макаренко, Василий Тимофеевич
Васи́лий Тимофе́евич Мака́ренко (23 ноября 1918, Сохатино, Амурская область — 27 августа 1989, Стекольный, Магаданская область) — командир расчета орудия 7-го гвардейского воздушно-десантного артиллерийского полка 9-й гвардейской воздушно-десантной дивизии 5-й гвардейской армии 2-го Украинского фронта, гвардии сержант — на момент представления к награждению орденом Славы 1-й степени.

## Биография
Родился 23 ноября 1918 года в селе Сохатино (ныне в Мазановском районе Амурской области). Окончил 7 классов. После окончания в Благовещенске специальных курсов работал бухгалтером в колхозе «Заря коммунизма».
В Красной Армии с 1941 года. В боях Великой Отечественной войны с июля 1941 года. Сражался на Степном, 2-м и 1-м Украинских фронтах. Принимал участие в боях на Курской дуге, в освобождении Украины, Польши.
Командир расчета 76-миллиметрового орудия 7-го гвардейского воздушно-десантного артиллерийского полка гвардии сержант Василий Макаренко отличился 11 июля 1943 года под Прохоровкой: уничтожил два танка, два пулемета и свыше отделения солдат противника. Близ железнодорожной станции Медеров точным огнём накрыл наблюдательный пункт, два пулемета, истребил свыше десяти солдат. 10 марта 1944 года в бою за деревню Мыволаевка подавил четыре пулемета, уничтожил более десяти пехотинцев. Приказом по 9-й гвардейской воздушно-десантной дивизии № 021-н от 30 июня 1944 года за мужество и отвагу, проявленные в боях, гвардии сержант Макаренко Василий Тимофеевич награждён орденом Славы 3-й степени.
Командир расчета орудия того же полка, дивизии Василий Макаренко 8 августа 1944 года в районе северо-западнее населенного пункта Мелец прямой наводкой уничтожил танк и до десяти вражеских солдат. 13 августа 1944 года в районе населенного пункта Будзынь при отражении контратаки поразил два пулемета и восемь солдат противника. Приказом по 5-й гвардейской армии № 066-н от 4 ноября 1944 года за мужество и отвагу, проявленные в боях, гвардии сержант Макаренко Василий Тимофеевич награждён орденом Славы 2-й степени.
12 января 1945 года при прорыве обороны противника в районе населенного пункта Стопница Василий Макаренко прямой наводкой уничтожил три пулемета, 105-миллиметровое орудие с расчетом. 13 января 1945 года в боях за город Буско-Здруй поразил два пулемёта, самоходное орудие, свыше десяти солдат.
Указом Президиума Верховного Совета СССР от 27 июня 1945 года за образцовое выполнение заданий командования в боях с немецко-вражескими захватчиками гвардии сержант Макаренко Василий Тимофеевич награждён орденом Славы 1-й степени, став полным кавалером ордена Славы.
В 1945 году демобилизован из Вооруженных Сил СССР. Жил в поселке Стекольный Хасынского района Магаданской области. Работал в совхозе.
Скончался 27 августа 1989 года. Похоронен в городе Магадан, на Марчеканском кладбище.

## Награды
Награждён орденом Отечественной войны 1-й степени, орденами Славы 1-й, 2-й и 3-й степени, медалями, среди которых «За отвагу».